# Merengue (alimento)

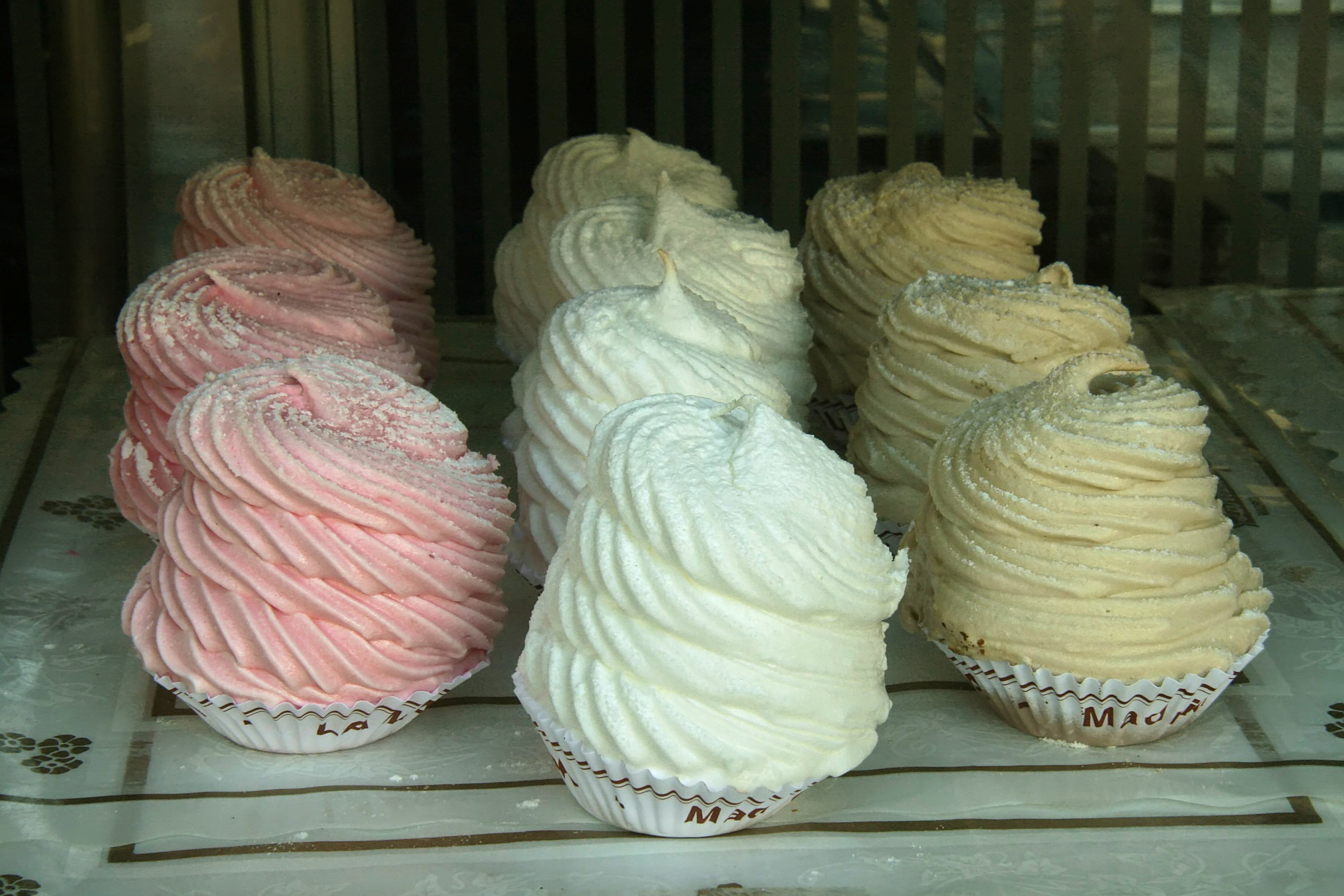
Merengues de diferentes colores y sabores.

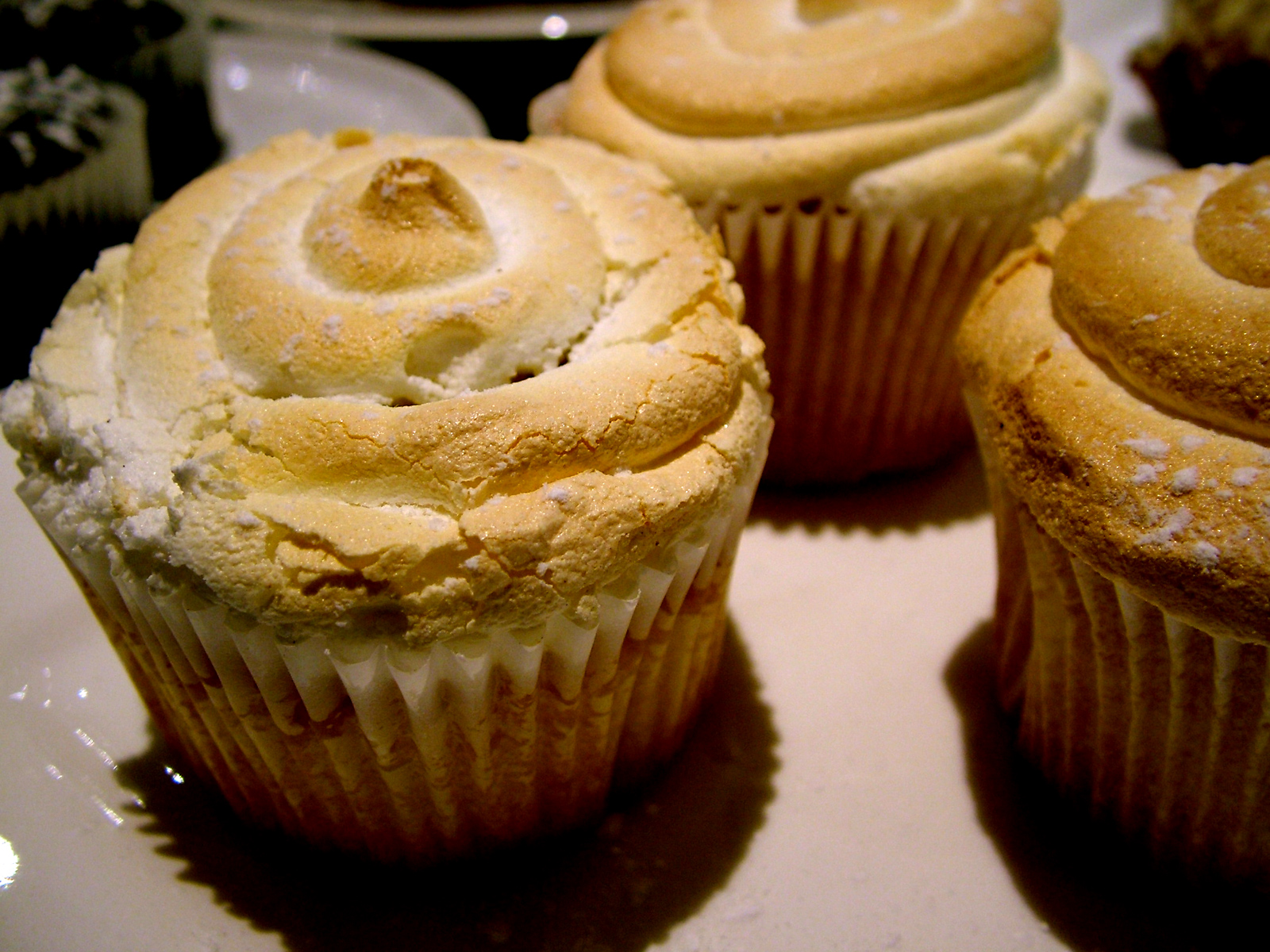
Magdalenas realizadas con merengue y harina

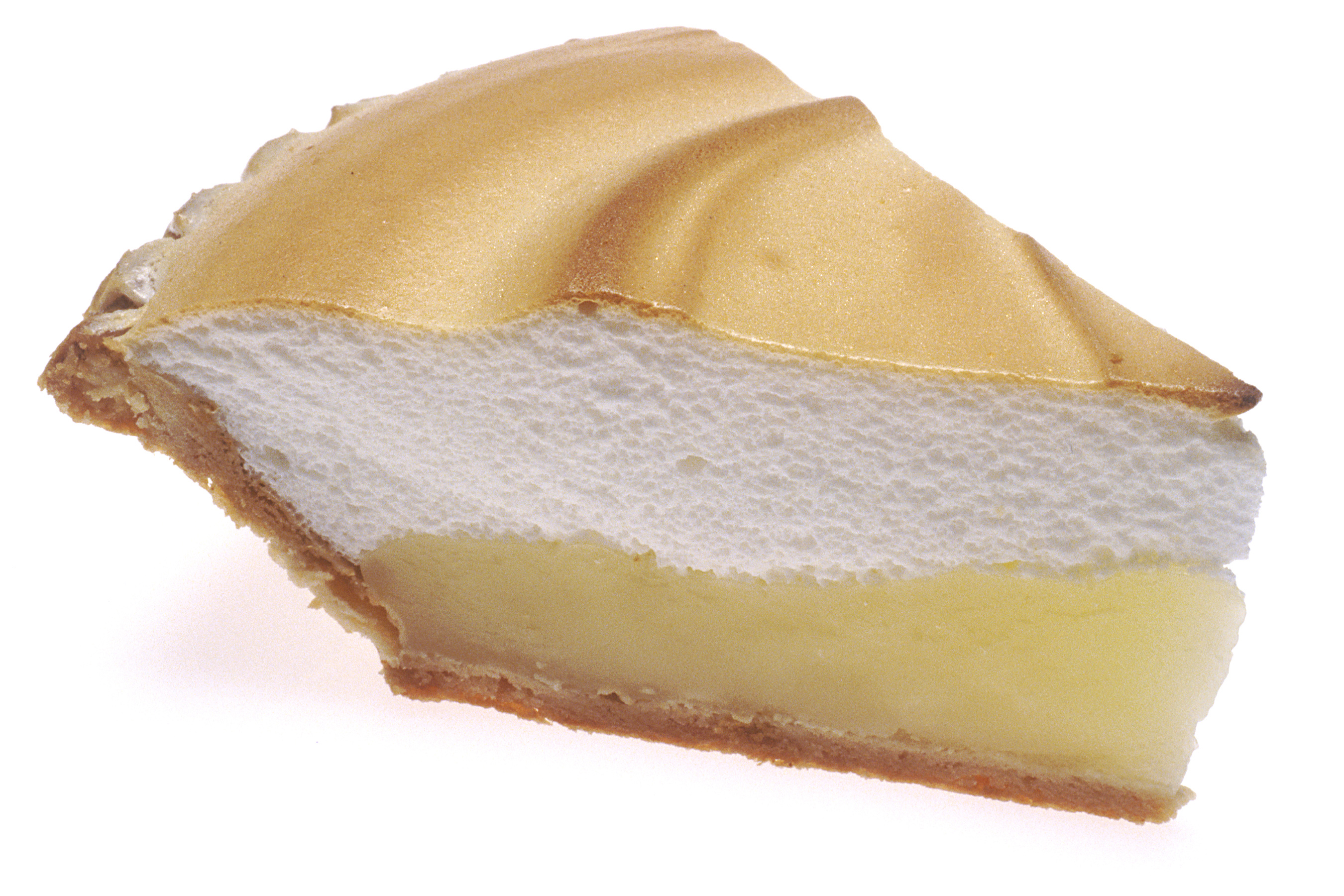
Corte de tarta de limón con merengue.

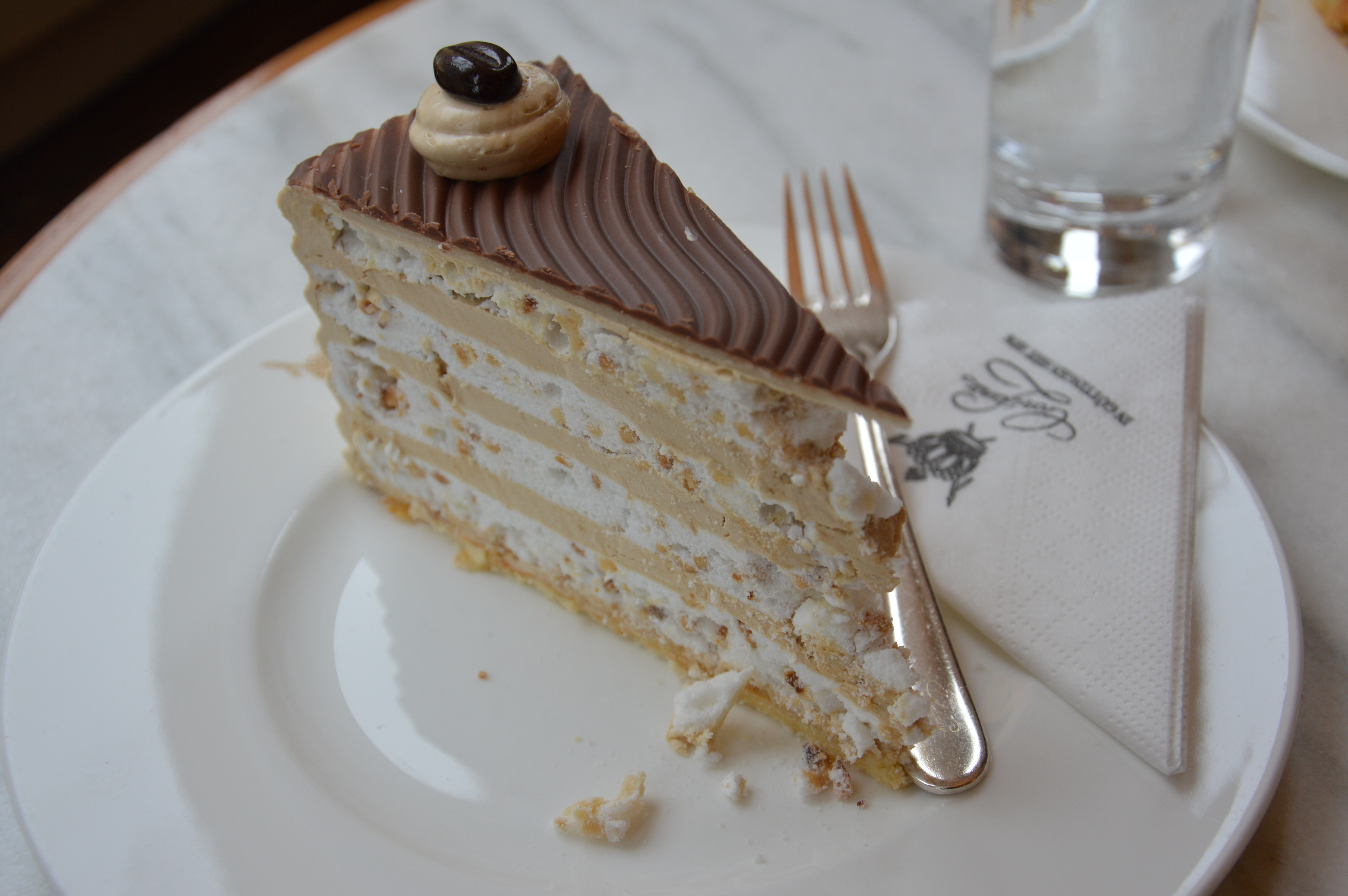
Tarta Sarah Bernhardt

El merengue, suspiro o meringue es un tipo de postre de origen francés, hecho con clara de huevo batida y azúcar, preferiblemente glas, a los que se les puede añadir aromatizantes, o vainilla, avellana o almendras. Son muy ligeros y dulces y una vez hechos suelen ser usados como relleno de pasteles o de tartas.
Pueden ser blandos si se prepararan de la manera clásica o francesa, semiduros, o duros si los merengues así preparados se cocinan en horno bajísimo hasta que se evapore la mayoría del agua, ya que los de mayor tamaño tienen un centro suave.
En la antigüedad se comía para apaciguar el hambre a media tarde (lo que hoy se conoce como merienda). Era costumbre en partes de Galicia comer meringue o merendinio después de comer y antes de cenar. Era un alimento barato y además rápido de hacer.
Como se ha indicado anteriormente, el merengue también se puede cocinar. Se hace en el horno a muy baja temperatura durante un largo período en el caso de merengues blandos y menos tiempo y más temperatura en el caso de los duros. La forma de terminarlo es cocinarlo hasta que el exterior esté seco y crujiente y su interior húmedo y jugoso. Una vez cocinado no se puede refrigerar ya que se humedece.

## Tipos
Existen varios tipos de merengue:
1. Merengue francés, también llamado merengue básico, se realiza batiendo las claras y añadiéndole el azúcar este se utiliza principalmente para hacer formas y secarlas en un horno a baja temperatura
2. Merengue italiano: A pesar de su nombre, se trata de una receta francesa creada por el chef  Lancelot de Casteau en 1604. Para realizarlo se utiliza almíbar El almíbar se mezcla con las claras batidas a punto de nieve, echándolo en forma de hilo  El resultado final es algo más duro que el merengue francés y más brillante. Dura varios días sin bajarse. Es el más indicado para adornar tartas, para el mousses, suflés u otras preparaciones aireadas. Se logra un merengue más firme que los anteriores y brillante.
3. Merengue suizo: Este merengue se realiza batiendo las claras con el azúcar en un recipiente al baño María, durante uno minutos, y una vez los gránulos de azúcar no estén en la mezcla se bate hasta que monte y el recipiente se enfríe. Este es habitual en el relleno de tartas o frutas[cita requerida].

## Historia
La primera receta conocida se encuentra en el libro Nouvelle Instruction pour les confitures, les liqueurs et les fruits del cocinero francés François Massialot publicado en el año 1692.
Una teoría dice que fue obra de un cocinero al servicio del rey polaco Estanislao I Leszczynski, a partir de una receta alemana, y que provendría de la palabra polaca "Marzynka". Lo que si es seguro es que los primeros merengues en Francia se sirvieron en Nancy, de la corte de ese mismo rey polaco. La hija de dicho rey era muy golosa y entusiasta de esa receta, al casarse con Luis XV, la puso de moda en la corte francesa.
A la joven reina María Antonieta, esposa de Luis XVI, le gustaban mucho los merengues y los vacherín (hechos con anillos de merengue o pasta de almendras y relleno con helado o crema batida), su lugar preferido para elaborarlos con sus propias manos era el Pequeño Trianón.
En la obra española Arte de Repostería de 1747 de Juan de la Mata, aparece un capítulo, el 23, dedicado a los merengues, apareciendo el siguiente texto: «Aunque pequeña obra, es cómoda para valerse en caso de necesidad por la prontitud con que se executa y además de ser muy buena para adornar, es muy gustosa. Hacese del azúcar más selecto».
Hasta principios del siglo XIX los merengues se moldeaban con una cuchara antes de meterse en el horno (lo que en España se llama suspiros). La actual forma de hacerlos con la manga pastelera fue introducida por Marie-Antoine Carème, cocinero francés.

## La química en los merengues
Básicamente se puede considerar que las claras de huevos son una mezcla de agua y proteínas. Al batirlas estamos introduciendo aire en ellas. Entre las proteínas que contiene la clara encontramos ovomucina y ovoalbúmina, que realizan una unión entre el aire y el agua, ya que son tensoactivas, es decir tienen una parte que atrae al agua y otra que la repele, la cual, en este caso, se une al aire que introducimos. Estas proteínas van rodeando las burbujas de aire, al igual que ocurre en una emulsión de mayonesa, entre el agua y el aceite.
Al comenzar a batir las claras las burbujas de aire son grandes, si parásemos de batir, por efecto de la fuerza de gravedad, la clara bajaría y los burbujas subirían. Si continuamos batiendo las burbujas se van haciendo más pequeñas. Esto hace que las fuerzas que hacen las proteínas al rodear las burbujas de aire sean mayores que las que ejerce la gravedad, permitiendo la estabilidad del conjunto. Adicionalmente la viscosidad del agua que conforma buena parte de la clara aumenta al disolver azúcar en ella. Esto aumenta la resistencia al drenaje.

### Cuándo añadir el azúcar
Todo el mundo coincide que al final, una vez montadas. La razón es que el azúcar disuelve las proteínas. Si se añade antes de que se haya formado la espuma, las proteínas tienden a unirse con el azúcar y esto dificulta que se monte.

### Errores durante el batido
Existen dos errores básicos a la hora de batir el merengue: el sobrebatido y la presencia de yema:
- Si una vez establecidos los enlaces necesarios para la unión del aire y la clara de huevo continuamos batiendo, lo que conseguiremos es que las proteínas continúen creando enlaces entre sí. El aumento del número de enlaces hará que por falta de espacio las burbujas de aire sean expulsadas, formando gránulos en la superficie.
- La presencia de yema puede dificultar mucho la formación de la espuma, aunque no imposibilitarlo. La yema de huevo contiene colesterol. Esta molécula tiende a unirse con los grupos hidrófobos de la albúmina desnaturalizada, lo que impide que esos grupos participen en la formación de la espuma. Por esta razón, con la presencia de yema deberemos desnaturalizar mayor cantidad de proteína por lo que necesitaremos más tiempo para ello.

### Qué ocurre al hornearlo
Al meterlo en el horno, el calor dilata las burbujas de aire y evapora el agua, por lo que se esponjan. A la vez, se coagula la albúmina y el resto de proteínas dando rigidez al exterior. Si durante el horneado abrimos la puerta, la diferencia de calor puede hacer que las burbujas de aire, dilatadas por el calor, se deshinchen. Al volver a cerrar la puerta las proteínas se solidificarían antes de que a las burbujas de aire les diese tiempo a volver a subir.

## Tarta de merengue

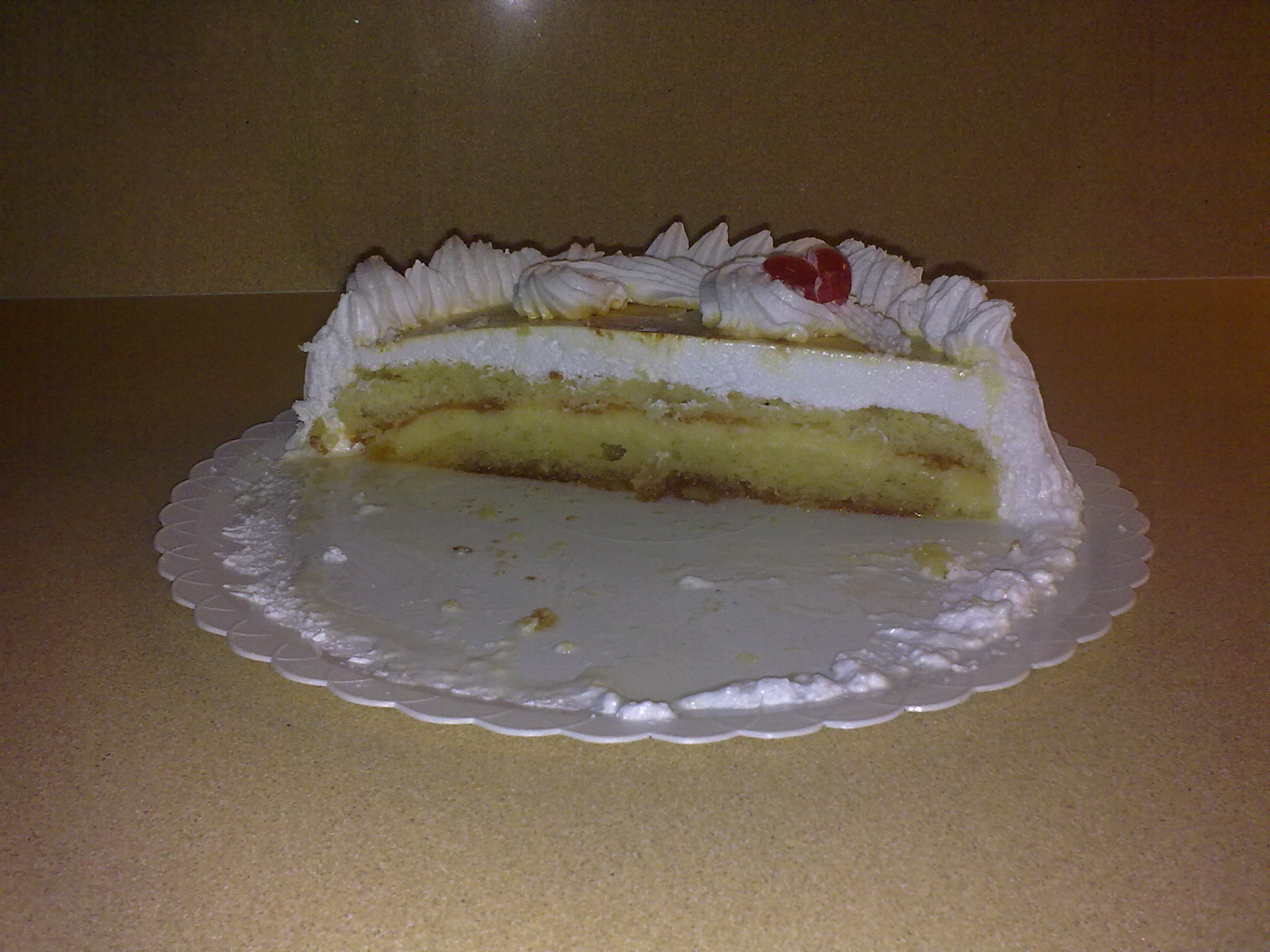
Tarta de merengue

La tarta de merengue está compuesta de bizcocho y merengue. Se suele emplear en cumpleaños, bodas y otras celebraciones.